# Корешков, Борис Дмитриевич
Бори́с Дми́триевич Корешко́в (27 сентября 1940, село Турдей, Тульская область, РСФСР, СССР – 24 августа 2003, Коломна, Московская область, Россия) – советский и российский физик, 3-й ректор МГОСГИ (1985–2003 гг.).
Кандидат физико-математических наук, профессор, академик Международной академии наук педагогического образования и Академии педагогики и социальных наук, заслуженный работник высшей школы РФ, почётный работник высшего профессионального образования РФ.

## Биография
Корешков Борис Дмитриевич родился 27 сентября 1940 г. в с. Турдей Сафоновского района Тульской области в семье военнослужащего и учительницы. 
Отец – Корешков Дмитрий Михайлович (1900 г. р.), участник гражданской и Великой Отечественной войн, член КПСС с 1928 г., военком города и района, награждён государственными наградами. Мать – Корешкова Александра Петровна (1915 г. р.), учитель-филолог, удостоена почётного звания «Заслуженный учитель РСФСР».
В 1946 г. семья переехала в Зарайский район Московской области, в 1951 г. – в г. Зарайск.
В 1957 г. с золотой медалью окончил среднюю школу № 1 г. Зарайска Московской области.
В 1962 г. получил диплом с отличием физико-математического факультета Коломенского педагогического института по специальности «Физика и основы производства» (квалификация - учитель).
После учёбы в институте был оставлен ассистентом на кафедре физики и через год поступил в аспирантуру к известному физику профессору А. И. Китайгородскому. Исследования проводились в Институте элементоорганических соединений им. А. Н. Несмеянова АН СССР. Блестяще защитил диссертацию в 1968 г. на тему «Исследование характеристической температуры органических молекулярных кристаллов». В 1972 году получил учёное звание доцента, в 1995 году – учёное звание профессора.
Вся трудовая деятельность Бориса Дмитриевича была связана с пединститутом. С 1962 г. работал в институте, заведовал кафедрой общей физики с 1973 по 1977 г. и кафедрой теоретической физики в 1971, 1977–1979 г., до 1985 г. был проректором по учебной работе, был ректором до последних дней своей жизни с 1985 по 2003 г..
Под руководством Корешкова Б.Д. институт получил государственный статус, были открыты новые направления высшего образования (профессионально-педагогическое, юридическое, экономическое, переводческое); возобновлена и расширена работа аспирантуры, созданы диссертационные советы; возникли новые факультеты (юридический, экономический); построен стадион, он добился строительства нового учебного корпуса института.
Неоднократно включался в состав официальных делегаций Минобразования РФ на различных международных мероприятиях в Индии (1969), Алжире (1970), Мальте (1986), Перу (1991). Работал преподавателем физики в г. Китва (Замбия, 1979–1983).
Его очень уважали студенты, потому что он много делал для улучшения их быта, внеаудиторной жизни.
Был неравнодушен к спорту. Борис Дмитриевич хорошо знал математику, великолепно знал физику, у него была тяга к изучению иностранных языков, причём он всё очень быстро схватывал. Ему достаточно было два-три вечера почитать книгу на арабском или на китайском языке — и он уже несколько слов запоминал. Владел свободно английским языком, знал немного арабский, немецкий, чуточку китайский, грузинский. Разбирался во многих областях знаний: в истории, искусстве. Был очень интересным собеседником. Знал много студенческих шуток, баек, прибауток. Речи его всегда были незаформализованными, живыми.
Борис Дмитриевич скончался 24 августа 2003 г. на 63 году жизни после тяжелой и продолжительной болезни.

## Научная деятельность
Профессор Корешков Б. Д. был известным учёным в области физики твёрдого тела и методики преподавания физики. Он является автором более 60 научно-методических работ, в том числе двух монографий.
Избранные публикации:
- Корешков Б.Д., Зацепин С.В. Творческое собеседование - путь ранней диагностики педагогических способностей. – Коломна: КПИ, 1990.

- Корешков Б.Д. Физика с основами астрономии (гуманитарный профиль): XI класс / Под ред. Р.Д. Миньковой. – М.: Ин-т образования, 1994.. – 262 с.

- Корешков Б. Д. Листая старые приказы (из истории Коломенского педагогического института). – Коломна, КПИ, 1999. - 105 с.[9].

- Корешков Б. Д. В прошлом – земские школы, в будущем – университет: Коломенский педагогический институт // Коломенский альманах. Вып. 7, 2003. - С. 289-300.[10].

- Корешков Б.Д., Рязанцев А.А., Савинкин В.П. и др. Система воспитательной работы в учреждениях среднего и высшего профессионального образования. – Коломна: КГПИ, 2003. – 296 с.

- Корешков Б.Д. Определение коэффициентов объёмного расширения органических кристаллов методом градиентного столба // Кристаллография, 1965. Т. 10, вып. 3. – С. 431-432.

- Китайгородский А.И., Корешков Б.Д. Исследование характеристической температуры молекулярного кристалла. Скалярные производные характеристической температуры // Физика твёрдого тела, 1966. Т. 8, вып. 1. – С. 62-66.

- Китайгородский А.И., Корешков Б.Д. Исследование характеристической температуры молекулярного кристалла. Тензорные производные характеристической температуры // Физика твёрдого тела, 1967. Т. 9, вып. 7. – С. 2137-2138.

- Китайгородский А.И., Корешков Б.Д. Выбор оптимальной квазигармонической модели органических кристаллов // Физика твёрдого тела, 1969. Т. 11. – С. 3203.

- Корешков Б.Д., Тесленко Л.А., Тесленко В.Ф. Термодинамические характеристики текстурированных образцов нафталина и антрацена // Журнал физической химии, 1993. Т. 67, № 2. – С. 245-247.

## Общественная деятельность
Принимал непосредственное участие в жизни города – несколько раз избирался в состав Коломенского городского Совета народных депутатов до 1993 г. В 1988 г избран председателем правления областного отделения Советского детского фонда им. В. И. Ленина, работал вплоть до его ликвидации в 1993 г.

## Награды
- Заслуженный работник высшей школы Российской Федерации (1999)
- Почётный работник высшего профессионального образования Российской Федерации
- Отличник народного просвещения
- Медаль К. Д. Ушинского
- Медаль А. С. Макаренко
- Знак «За заслуги перед Московской областью»
- Медаль «Ветеран труда»
- Почётная грамота администрации г. Коломна

## Семья
Жена – Корешкова Тамара Владимировна (1940–2022), учитель-филолог. Дочь – Беглова (Корешкова) Виктория Борисовна, кандидат филологических наук.